# Malkivka, Prîlukî
Malkivka (în ucraineană Малківка) este localitatea de reședință a comunei Malkivka din raionul Prîlukî, regiunea Cernihiv, Ucraina.

## Demografie
Componența lingvistică a localității Malkivka
     Ucraineană (93,96%)
     Rusă (5,57%)
     Alte limbi (0,15%)
Conform recensământului din 2001, majoritatea populației localității Malkivka era vorbitoare de ucraineană (93,96%), existând în minoritate și vorbitori de rusă (5,57%).